# Ginneken

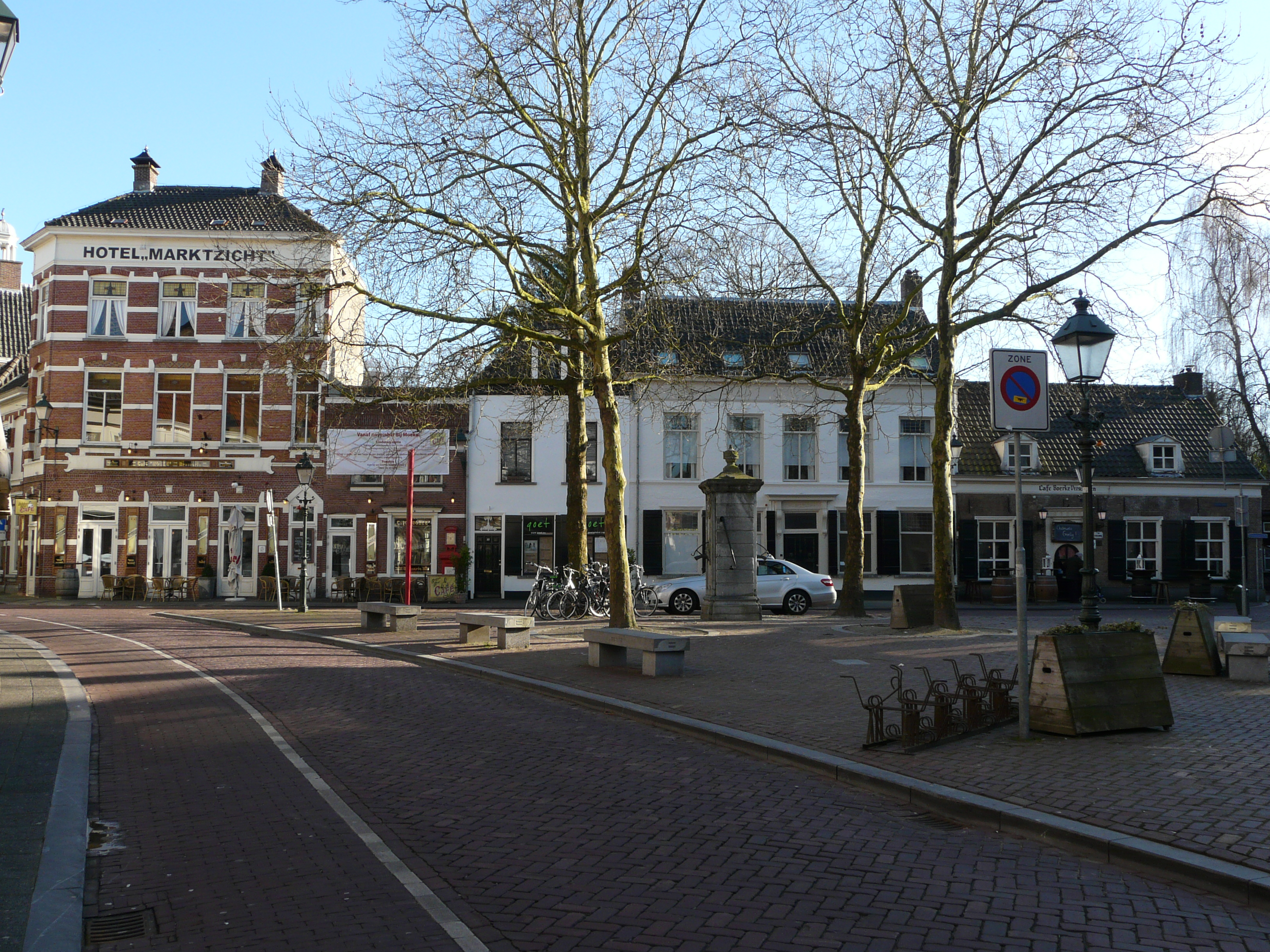
Ginnekenmarkt

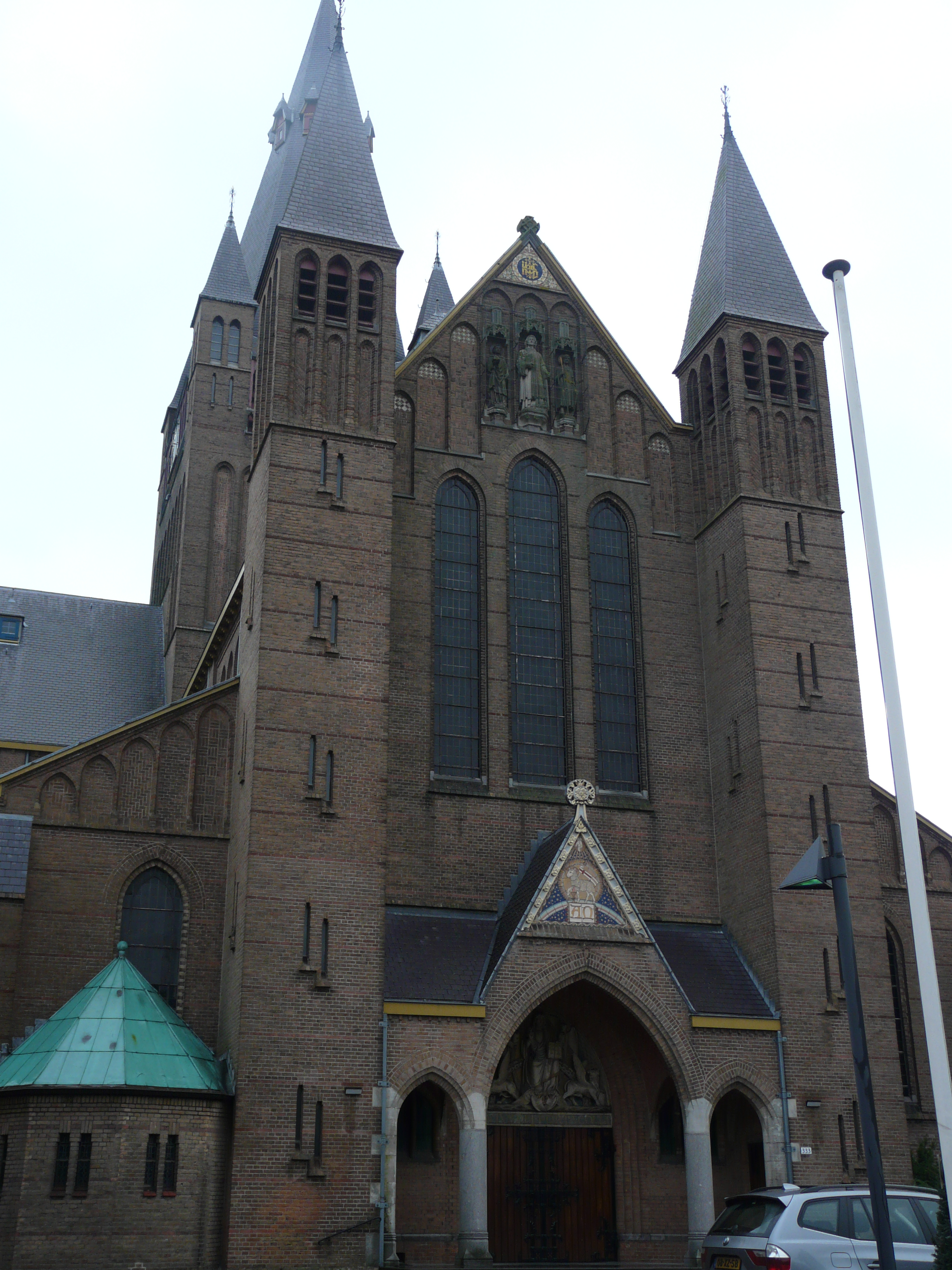
Sint-Laurentiuskerk

Ginneken is een voormalig dorp en huidige Bredase stadswijk, gelegen tussen de wijken IJpelaar en Ruitersbos, in het zuiden van Breda. In het plaatselijk spraakgebruik wordt Ginneken 't Ginneke genoemd. Het ligt dicht bij het Mastbos en het Markdal. Tot 1942 was Ginneken een afzonderlijk dorp.

## Toponymie
De oorsprong van de naam 'Ginneken' is volgens Belgische etymologen oud en dateert waarschijnlijk uit de Gallo-Romeinse periode. Het achtervoegsel /-eken/ gaat terug op het Latijnse /-iacum/. Het naamdeel /Ginn-/ is terug te leiden tot een Keltische persoonsnaam Gimmo of Geminius. 'Ginneken' betekende dus oorspronkelijk: 'domein van Gimmo/Geminius'.

## Geschiedenis
Ginneken is ontstaan als nederzetting aan de Mark. De eerste brug over de Mark te Ginneken werd pas in 1611 aangelegd. Vanaf omstreeks 1760 werd deze de Duivelsbrug genoemd. In 1317 werd Ginneken een zelfstandige parochie, die afgesplitst werd van de parochie van Gilze. Ginneken was een heerlijkheid binnen de Baronie van Breda. Een schepenbank werd ingesteld in 1328. In 1795 werd Ginneken een municipaliteit en in 1814 werd deze, samen met Bavel, omgevormd tot de gemeente Ginneken en Bavel. Het plaatsje had omstreeks 1900 een belangrijke toeristische functie. Vanwege de nabijheid van het dal van de Mark en het Mastbos waren er veel hotels en pensions. In 1904 werd een watertoren gebouwd, die in 1948 weer zou worden afgebroken. In 1913 werd het Sint-Laurentsgesticht opgericht, aan de Ulvenhoutselaan. Dit werd opgeheven in 1993. In 1923 vestigde de Stichting Moederheil zich te Ginneken met een doorgangshuis voor ongehuwde moeders, dat in 1972 werd voortgezet als Instituut Valkenhorst.
Op 1 januari 1942 werd het dorp Ginneken geannexeerd door Breda. De rest van de gemeente Ginneken werd de gemeente Nieuw-Ginneken.
Hier liep 't Leike, Ginnekens grens,
Zelfstandig zijn en blijven was de wens.
Doch de Zuidelijke opmars vorderde gesta,
en op 1 januari 1942 werd 't Ginneke voorgoed Breda
Op 22 december 2011 heeft de gemeenteraad van Breda het dorpswapen voor Ginneken en een aantal andere plaatsen in de gemeente vastgesteld. Het dorpswapen is gelijk aan het wapen van de voormalige gemeente Nieuw-Ginneken.

## Bezienswaardigheden
- Bekend is de Ginnekenmarkt met daaromheen een aantal cafés met terrasjes nabij de winkels. Hier staat ook de oude dorpspomp.
- Een dominante verschijning in het dorpsbeeld is de Sint-Laurentiuskerk uit 1902, een ontwerp van de architecten Joseph Cuypers en Jan Stuyt.
- In Ginneken staat ook een 15e-eeuwse Laurentiuskerk.
- Iets ten zuiden van Ginneken ligt kasteel Bouvigne.
- Aan de Raadhuisstraat 6 bevindt zich het voormalige raadhuis van Ginneken. Dit is ontworpen door Herman Huijsers en gebouwd in 1792. Het wordt gesierd door het wapen van Ginneken.

Een deel van Ginneken is een beschermd stadsgezicht.

## Musea
- Aan de Ginnekenweg bevindt zich het Museum Oorlog en Vrede Breda.

## Natuur en landschap
Dicht bij het Ginneken ligt het natuurgebied het Markdal en de rivier de Mark met de Duivelsbrug en de Vrijlandtbrug. Het is een mooi wandelgebied. Verderop bevindt zich het Ulvenhoutse Bos. Aan de overzijde van de Mark ligt het Mastbos.

## Evenementen
- De Braderie Ginneken in augustus
- Winterfestival Ginneken in december met kerstmarkt, kerststal en andere activiteiten
- Carnaval
- Kermis Ginneken
- Wielerronde 't Ginneken
- Hartje Ginneken op het Schoolakkerplein

Alhoewel Ginneken formeel onderdeel uitmaakt van de gemeente Breda, heeft het zijn eigen dorpse karakter behouden. Zo viert het Ginneken zijn eigen carnaval, waarbij men geen prins Carnaval heeft, maar een Baron van het Ginneken. Op de Ginnekenmarkt wordt ieder jaar op de dinsdagavond voor Aswoensdag de baron ten grave gedragen.

## Voorzieningen

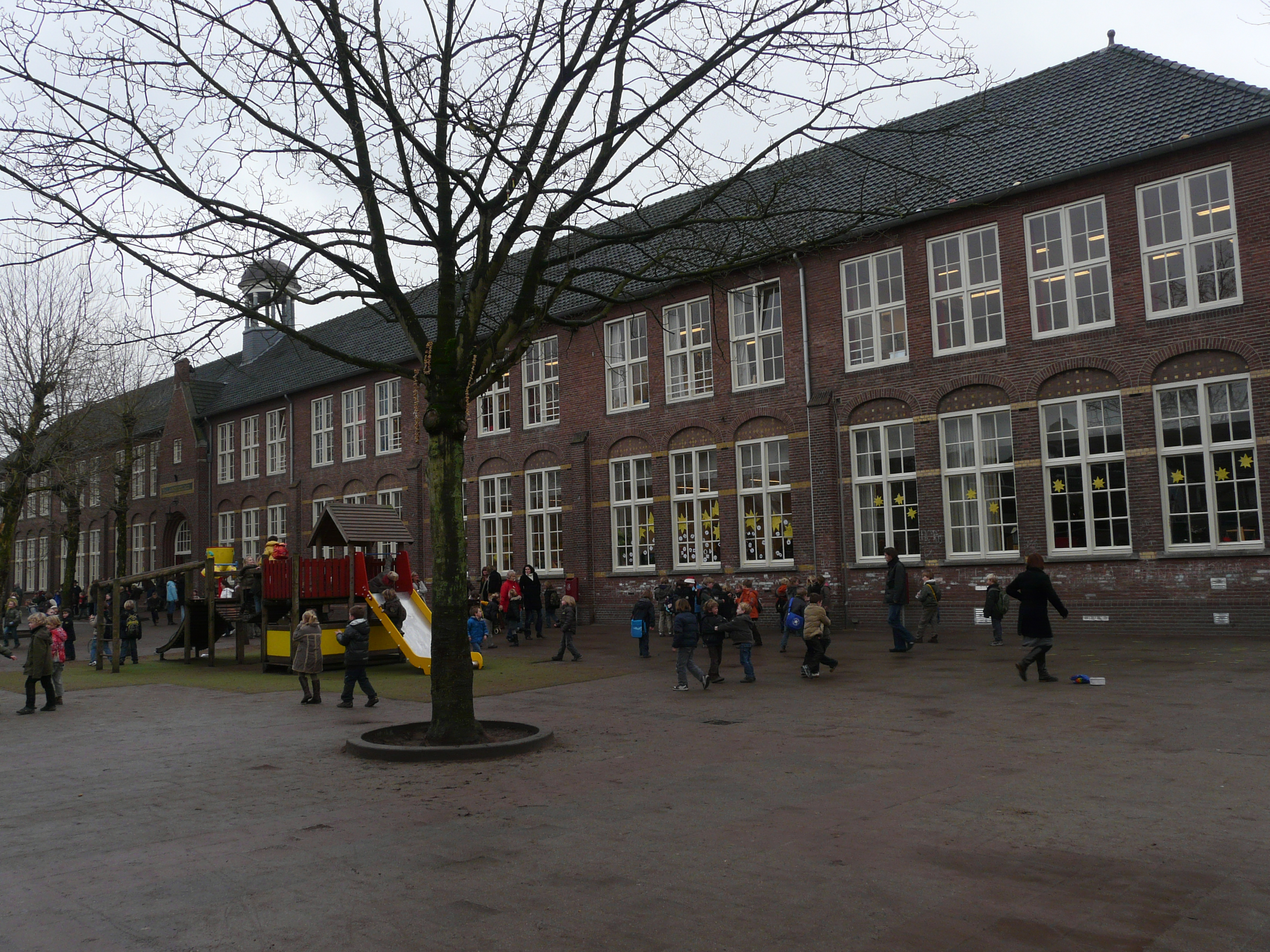
Sint Laurentiusschool

De monumentale Sint Laurentiusschool (sinds 1915) is een basisschool aan de Van Gaverenlaan in het Ginneken. Ook is er de Dr. Visserschool aan de Burg. Serrarislaan. Verder is er gemeenschapshuis Vianden.
Voor de dagelijkse boodschappen wordt gebruikgemaakt van het modernere winkelcentrum op het Valkeniersplein.
Aan de Bouvignelaan ligt de ijsbaan van Vereniging IJsvermaak Breda.

## Media
't Ginneken is een lokale krant, een uitgave van Vereniging Ginneken=Ginneken.

## Verkeer en vervoer
In een aantal straten in het Ginneken geldt een eenrichtingsverkeer. De Ginnekenweg is een voorname straat naar Breda Centrum. Met het openbaar vervoer is het Ginneken bereikbaar met stadsbuslijn 5.
Vroeger was er de Ginnekensche Tramweg Maatschappij een paardentram naar hotel Mastbosch.

## Geboren in Ginneken
- Piet Kerstens (1896-1958), politicus
- Ton Aarts (1936-2013), burgemeester
- Ben Berns (1936-2007), Amerikaanse kunstschilder
- Joris Borghouts (1939-2018), egyptoloog
- Piet Hohmann (1935-2017), kunstenaar
- Jon Marten (1934), schilder en glazenier
- Marga Minco (1920-2023), schrijfster
- Betty Scheer (1941-2006), kunstenares
- Antoon Verlegh (1896-1960), voetballer
- Kristoffer Zegers (1973), componist

## Nabijgelegen kernen
Bavel, Breda, Galder, Princenhage en Ulvenhout.

### Varia
In navolging van het bekende onderscheid Hagenaar vs. Hagenees worden inwoners van Ginneken onderscheiden als Ginnekenaren (zij die geboren zijn in Ginneken, toen nog onderdeel van de gemeente Ginneken en Bavel) en Ginnekenezen (zij die woonachtig zijn in Ginneken als deel van de gemeente Breda). Dit 'Haagse' onderscheid is hier juist omgekeerd toegepast.

## Galerij

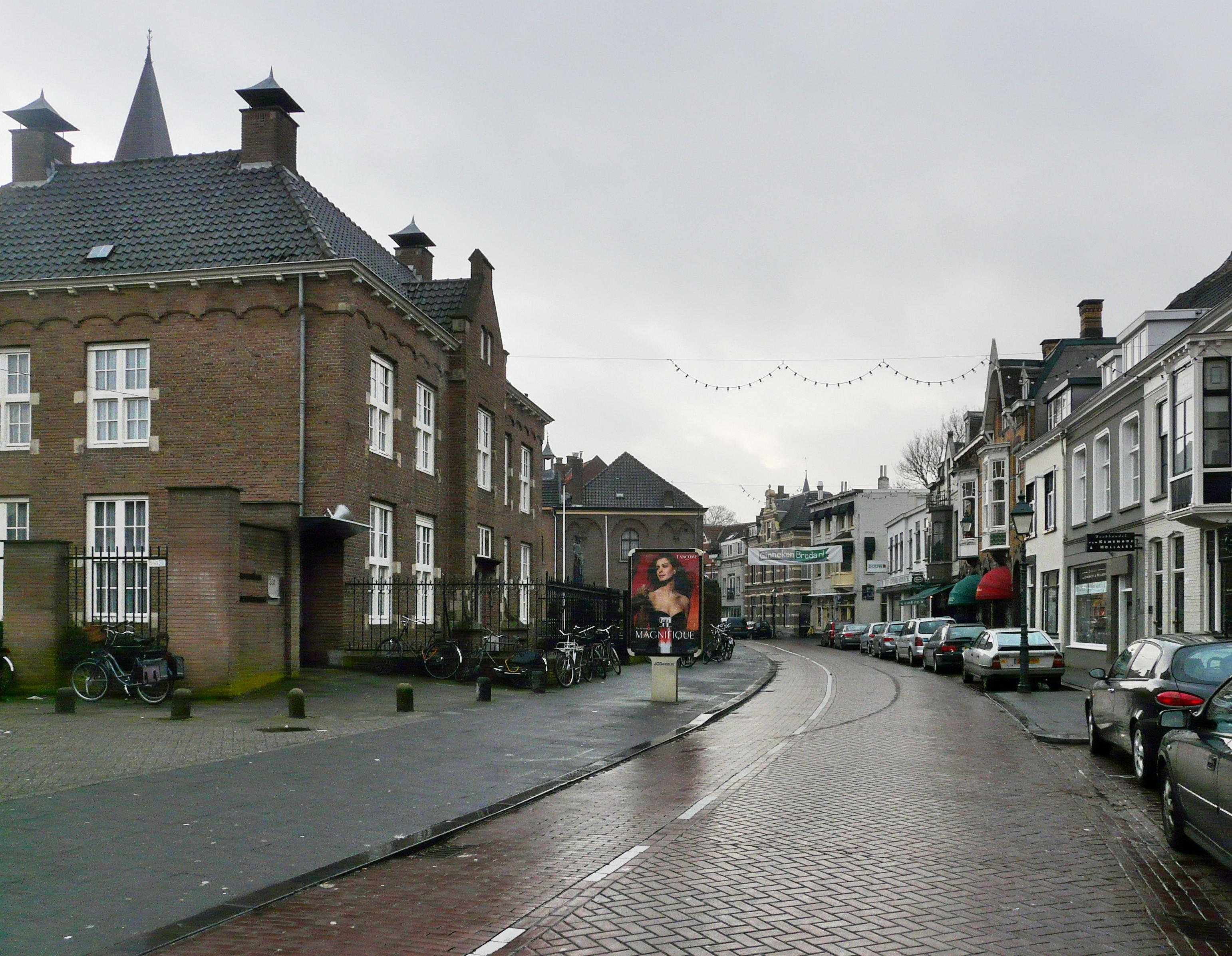
Ginnekenweg
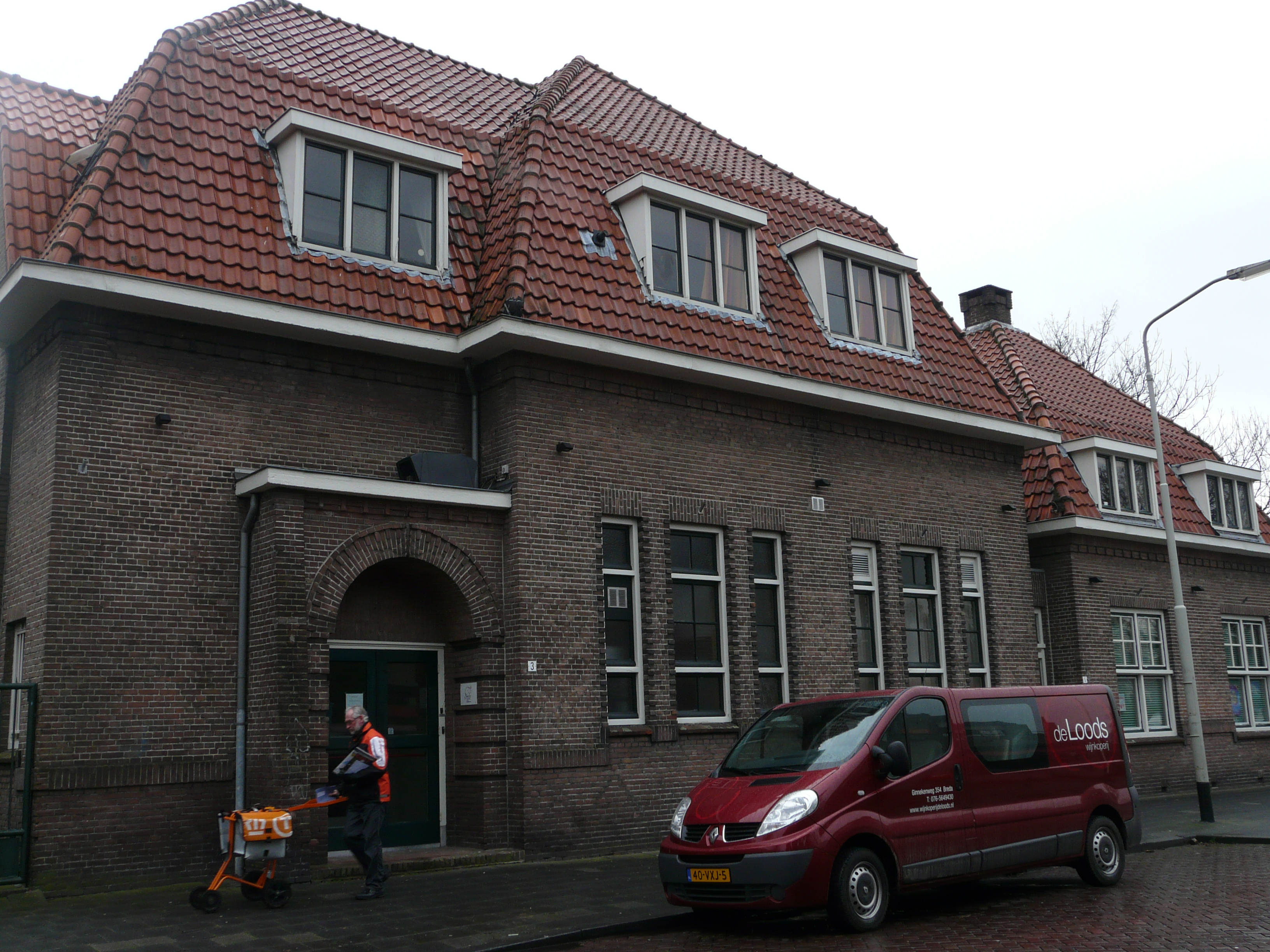
Buurthuis Vianden
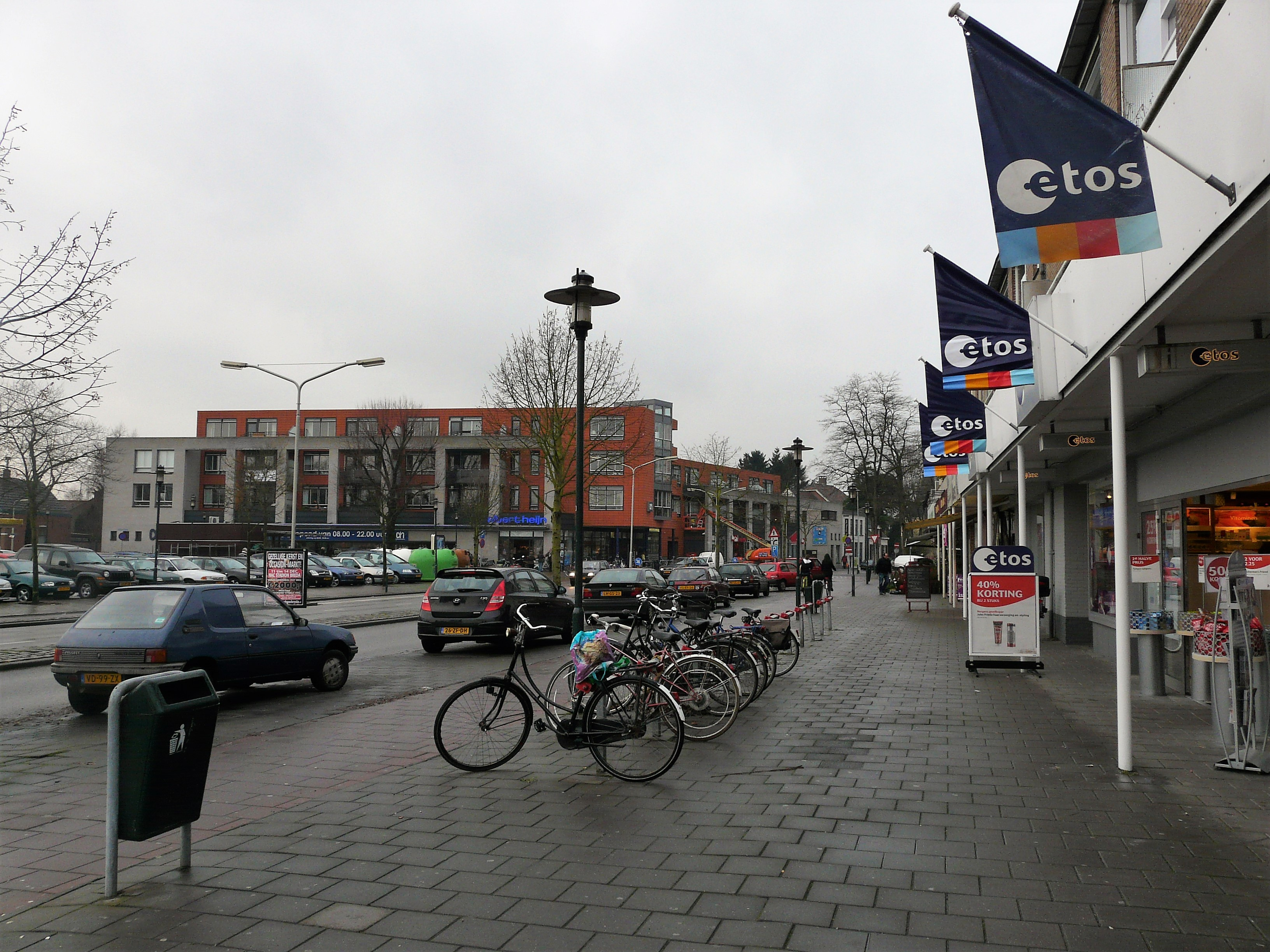
Valkeniersplein
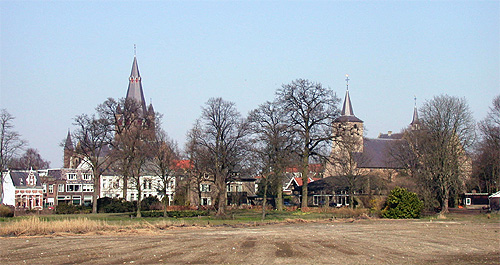
Gezicht op Ginneken

Hoofdplaats: Breda      Dorpen / stadswijken: Bavel (deels) · Effen · Ginneken · Prinsenbeek · Princenhage · Teteringen · Ulvenhout (deels) 

Buurtschappen: Achterste Rith · Bolberg · Diunt · Eikberg · 
IJpelaar · Lage Aard · Lies · Lijndonk · Overa · Rith · Roosberg · Strikberg · Tervoort · Vaareind · Verloren Hoek · Vuchtschoot · Westrik

Noord-Brabant: Steden en dorpen      Nederland: Provincies · Gemeenten